# Ptiliogonatidae
Ptiliogonatidae é uma família de aves da ordem Passeriformes.

## Gêneros
- Phainoptila Salvin, 1877 (1 espécie)
- Ptilogonys Swainson, 1827 (2 espécies)
- Phainopepla Baird, 1858 (1 espécie)